# Consejo de participación infantil
Un consejo de participación infantil y adolescente, comisión de participación, congreso infantil o parlamento infantil es un órgano consultivo o, en ocasiones, simplemente un evento, que se reúne u organiza de forma periódica, como estrategia para que las niñas, niños y adolescentes -en general personas menores de 18 años- se expresen, propongan ideas y tomen decisiones a nivel de distrito, local, regional, nacional y, en ocasiones, internacional.
La principal diferencia entre, por un lado, consejos y comisiones y, por el otro, congresos y parlamentos es el ámbito geográfico de su desarrollo. Los primeros suelen ser de carácter local o regional mientras que los segundos suelen ser nacionales y, en ocasiones, a través de internet.

## Historia
Es una figura que surge a partir de la década de los años 90 como un movimiento estratégico para canalizar la participación de las niñas y los niños en la vida democrática, en concordancia con el principio de participación propuesto por la Convención sobre los Derechos del Niño firmada en 1989.
Un antecedente de cierta similitud, aunque de intencionalidad y contexto diferentes, se pueda hallar en Francia durante la Edad Media. Philippe Ariès, en su libro “El niño y la vida familiar en el Antiguo Régimen”, describe que los niños ocupaban la iglesia el Día de los Santos Inocentes y que uno de ellos era elegido obispo por sus pares; presidía luego la ceremonia, que culminaba siempre con una procesión, una colecta y un banquete.

## Modelos

### Parlamentos nacionales de participación infantil y adolescente
Existen experiencias de parlamentos nacionales infantiles en diversos países. En Brasil, el Parlamento Nacional Infantil se inició en 2006, celebrándose anualmente en la Cámara de Diputados. Incluye un sitio web para informarse sobre el trabajo realizado en el Congreso y un programa de simulación de actividades parlamentarias, en el cual las niñas y niños pueden enviar proyectos de ley que, tras un proceso de selección, se someten a votación con la presencia de 400 niñas y niños.
También existen un Parlamento de las Niñas y Niños de México, que nació en 2003, y un Parlamento Infantil de Francia, surgido en 1994. En el último, algunos de los proyectos presentados se ha convertido en ley. Además, esta institución francesa convocó en 1999 el Primer Parlamento Mundial Infantil.
En España, existe un parlamento infantil en forma de plataforma en internet lanzada por el UNICEF.

### Consejos locales y regionales de participación infantil y adolescente
Los consejos suelen estar formados por niñas, niños y adolescentes que viven en la misma región, localidad o distrito y se reúnen de manera habitual. Generalmente se constituyen por mandato del gobierno local y, a menudo, cuentan con reglamento propio. En ocasiones, las personas que componen estos consejos son elegidas por votación y tienen un período de límite de permanencia en ellos, estimulando así la alternancia de miembros.
En su labor, las niñas y niños consejeros deben organizarse para abordar los temas que se propongan, analizarlos, en ocasiones documentarse y consultar a más personas, reflexionar, proponer ideas a cargos de gobiernos, tomar decisiones y emprender acciones.
Las reuniones de los consejos suelen ser convocadas, dinamizadas y acompañadas por personas adultas que estructuran los contenidos, facilitan la participación y apoyan la elaboración de propuestas, tratando de no influir en la toma de decisiones.

## Consejos de participación infantil y adolescente en España
Según datos del año 2004, en al menos 87 municipios de España se ha constituido un consejo de infancia.
En la Comunidad de Madrid, según el artículo 7 del decreto 179/2003 del 24 julio, por el que se aprueba el Reglamento de los Consejos Locales de Atención a la Infancia y la Adolescencia de la Comunidad de Madrid, se debe constituir obligatoriamente y de forma permanente una Comisión de Participación de la Infancia y la Adolescencia en cada uno de estos consejos locales de atención.
En la Comunidad de Aragón, con datos actualizados en 2014, existen 16 consejos de participación infantil en las localidades de Sabiñánigo, Huesca, Lalueza, Barbastro, Fraga, Calatayud, Zaragoza, Ejea de los Caballeros, La Puebla de Alfiden, Ribera Alta Ebro, María Huerva, Cariñena, Utebo, Cadrete, Alcañiz y Teruel. Se ha producido un crecimiento ya que en 2011 existían sólo dos: en Sabiñánigo y Calatayud.
En Asturias, tras acciones dispersas y organismos variados, se constituyó en 2008 el  Foro Municipal por los Derechos de la Infancia y la Adolescencia del Principado de Asturias, coordinado por el Observatorio de la Infancia de Asturias y constituido entonces por 12 ayuntamientos asturianos, por el UNICEF-Asturias, la Federación Asturiana de Concejos, Ciudades Amigas de la Infancia - UNICEF-España y la Red Local a Favor de los Derechos de la Infancia.
Actualmente, están integrados en este foro unos 30 ayuntamientos. El modelo que promueve este sistema funciona a través de dos órganos: el Consejo Municipal de Infancia y el Grupo Municipal de Participación Infantil. El primero es un órgano colegiado de participación ciudadano que coordina, asesora y propone. Está integrado por representantes del gobierno municipal, pero también por representantes de entidades públicas y privadas que trabajan con la población infantil.
Por su parte, el Grupo Municipal de Participación Infantil está integrado exclusivamente por niñas y niños y es independiente del Consejo. Durante un acto llamado Audiencia Pública Infantil, el alcalde o alcaldesa encarga o consulta al grupo un asunto o varios de interés municipal, que deberá trabajar durante el curso. En una nueva reunión, deberá exponer resultados y propuestas.
Asturias tiene 78 municipios, 30 de los cuales están integrados en el Foro Municipal por los Derechos de la Infancia. Esto supone que cerca del 60% de la población infantil asturiana vive en concejos que forman parte del Foro Municipal. En tres años, desde principios de 2008 hasta principios de 2011, el foro ha pasado de 12 a 30 ayuntamientos, aunque no todos los ayuntamientos del Foro Municipal tienen el mismo nivel de desarrollo de sus políticas de infancia. Por ejemplo, 10 de los 30 ayuntamientos tienen un Grupo Municipal de Participación Infantil.

## Ventajas
Se pueden apuntar diferentes beneficios y ventajas de la existencia de consejos, comisiones y parlamentos de participación infantil y adolescente, no sólo para las comunidades, sino directamente para las niñas y niños que se implican en la experiencia. Las y los consejeros aprenden a participar participando, de forma práctica, y pueden desarrollar una gran variedad de capacidades:
- Capacidad de observar, conocer y comprender críticamente la realidad
- Capacidad comunicativa, dialógica y deliberativa
- Capacidad creativa, proyectiva y emprendedora
- Capacidad de comprometerse y responsabilizarse
- Capacidad de representar
- Capacidad de trabajar con otros y de autoorganizarse
- Capacidad metacognitiva (capacidad de reflexionar en, desde y para la acción)
- Capacidad de reconocerse como ciudadana activa o ciudadano activo[8]

## Críticas
- Falta de calidad y resultados. La decisión de crear este tipo órgano suele corresponder a los ayuntamientos, adquiriendo el compromiso así de considerar y responder a las críticas, demandas y propuestas de los consejos. De manera que, cuando el consejo infantil funciona proponiendo ideas, pero el Gobierno local no las atiende ni valora para incorporar como medidas públicas, el consejo infantil se convierte en un organismo ornamental.

- Superficialidad y manipulación. Existen experiencias conocidas de parlamentos y plenos infantiles criticadas por diferentes expertos que plantean la oposición entre organizar este tipo de eventos o sesiones aisladas, pero con amplio eco mediático, con la labor más silenciosa, pero regular, que puede permitir una participación más real de representantes infantiles. Además, en los parlamentos, comisiones y consejos de infancia también existen riesgos de manipulación o formulismo.[9]

- Escasa regularidad. El propio Comité de los Derechos del Niño señala que el concepto de participación infantil no debe ceñirse a un acto momentáneo, sino debe convertirse en un intercambio de pareceres intenso para la elaboración de políticas, programas y medidas en todos los contextos pertinentes de la vida de los niños y las niñas.[10]

- Sólo participa una minoría de niñas y niños. Estas estructuras de participación están muy limitadas y no deben ser únicas a la hora de fomentar la participación infantil, por cuanto sólo permiten que un número relativamente reducido de niñas y niños participen en sus comunidades locales a través de creación de asociaciones, consultas políticas, jornadas de puertas abiertas, visitas, diseño participativo de planes de desarrollo, escuelas, parques, campos de juegos, instalaciones culturales, bibliotecas, instalaciones de salud y sistemas de transporte.